# فرودگاه لا فریا
فرودگاه لا فریا  (به اسپانیایی: La Fría Aeroport) یک فرودگاه غیرنظامی با کد یاتا LFR است که یک باند فرود آسفالت دارد و طول باند آن ۲۰۲۵ متر است. این فرودگاه در کشور ونزوئلا قرار دارد و در ارتفاع ۹۸ متری از سطح دریا واقع شده است.

## شرکت‌های هواپیمایی و مقصدهای پروازی
| شرکت‌های هواپیمایی | مقصدهای پروازی                            |
| ----------------- | ----------------------------------------- |
| کونویاسا          | سیمون بولیوار، دل کریبی سانتیاگو «مارینو» |
| LASER Airlines    | سیمون بولیوار                             |
| روتاکا ایرلاینز   | سیمون بولیوار                             |